# Nurit Stark
Nurit Stark (hebräisch נורית סטארק, * 1979 in Tel Aviv, Israel) ist eine israelische Violinistin und Bratschistin. Sie ist Professorin für Violine an der Hochschule für Musik und Darstellende Kunst Stuttgart.

## Leben und musikalische Karriere
Nurit Stark wurde 1979 in Tel Aviv geboren. Zunächst studierte sie Violine an der dortigen Rubin Academy bei Chaim Taub. In den Vereinigten Staaten setzte sie dann ihre Ausbildung an der Juilliard School of Music in New York bei Robert Mann fort. Anschließend studierte sie an der Musikhochschule Köln beim Alban Berg Quartett und erwarb einen Master-Abschluss an der Universität der Künste Berlin bei Ilan Gronich.
Stark spielt eine von Pietro Giovanni Guarneri aus Mantua im Jahr 1710 erbaute Violine. Als Solistin oder Konzertmeisterin trat sie mit renommierten Klangkörpern und Dirigenten auf, beispielsweise mit dem Israel Philharmonic Orchestra unter Zubin Mehta, dem Münchner Rundfunkorchester unter Dmitri Sitkowetski, dem Orchestre de Chambre de Lausanne und dem Mahler Chamber Orchestra. Bei zahlreichen deutschen und internationalen Festivals war Stark zu Gast, darunter das Kammermusikfest Lockenhaus, das Rheingau Musik Festival, das Davos Festival, die Donaueschinger Musiktage und das Pacific Festival Japan. Sie gab Konzerte in der Carnegie Hall in New York, im Konzerthaus Wien und im Mozarteum Salzburg, im Palais des Beaux-Arts de Bruxelles, in der Philharmonie Berlin und weiteren großen Konzertsälen Europas, der USA, Japans und ihres Heimatlandes Israel.
Sie war Preisträgerin des George-Enescu-Violinwettbewerbs in Bukarest, des Internationalen Violinwettbewerbs Leopold Mozart in Augsburg und des Internationalen Kammermusikwettbewerbs Trio di Trieste in Triest.
Stark war an Uraufführungen zeitgenössischer Stücke von Komponisten wie Sofia Gubaidulina, Viktor Suslin und Georg Nussbaumer beteiligt, mit denen sie auch zusammenarbeitete. Ihr besonderes Interesse gilt avantgardistischen Bühnenprojekten, die Musik und Theater verbinden, beispielsweise an der Schaubühne Berlin, am Burgtheater Wien oder am Theatre Bobigny in Paris.
Mit dem französisch-schweizerischen Pianisten Cédric Pescia (* 1976) bildet sie das Duo Stark, das von der Münchner Forberg-Schneider-Stiftung gefördert wurde. Weitere Förderungen erhielt Stark von der Ernst-von-Siemens-Musikstiftung, der America-Israel Cultural Foundation und der Ilona-Kornhauser-Stiftung. Gemeinsam mit der kroatischen Cellistin Monika Leskovar treten Stark und Pescia zudem als Trio Stark auf.
Für die Klassik-Labels BIS Records, Claves Records und Genuin spielte Stark Werke von Busoni, Enescu, Messiaen, Suslin, Gubaidulina, Clara und Robert Schumann, Bloch und Kurtág ein.
Nurit Stark ist seit 2019 als Professorin für Violine an der Hochschule für Musik und Darstellende Kunst in Stuttgart tätig.
Im Oktober 2021 war Stark Artist in Residence in der Villa I Tatti, einer Bildungseinrichtung der US-amerikanischen Harvard University in Florenz, Italien.

## Wettbewerbserfolge (Auswahl)
- 2003: 1. Preis beim XVI. Violinwettbewerbs der Ibolyka-Gyarfas-Stiftung, Berlin[5]
- 2006: Internationaler Violinwettbewerb Leopold Mozart in Augsburg (Sonderpreis für die beste Interpretation des zeitgenössischen Auftragswerks „1756“ von Viktor Suslin)
- 2015: Preis der Deutschen Schallplattenkritik gemeinsam mit der Sopranistin Caroline Melzer für die Einspielung von Kurtágs Kafka-Fragmenten (Kafka-Fragmente op. 24 für Sopran und Violine) bei BIS Records[6]
- Preisträgerin beim George Enescu-Violinwettbewerb in Bukarest
- Preisträgerin beim Kammermusikwettbewerb Trio di Trieste in Triest